# Iténez

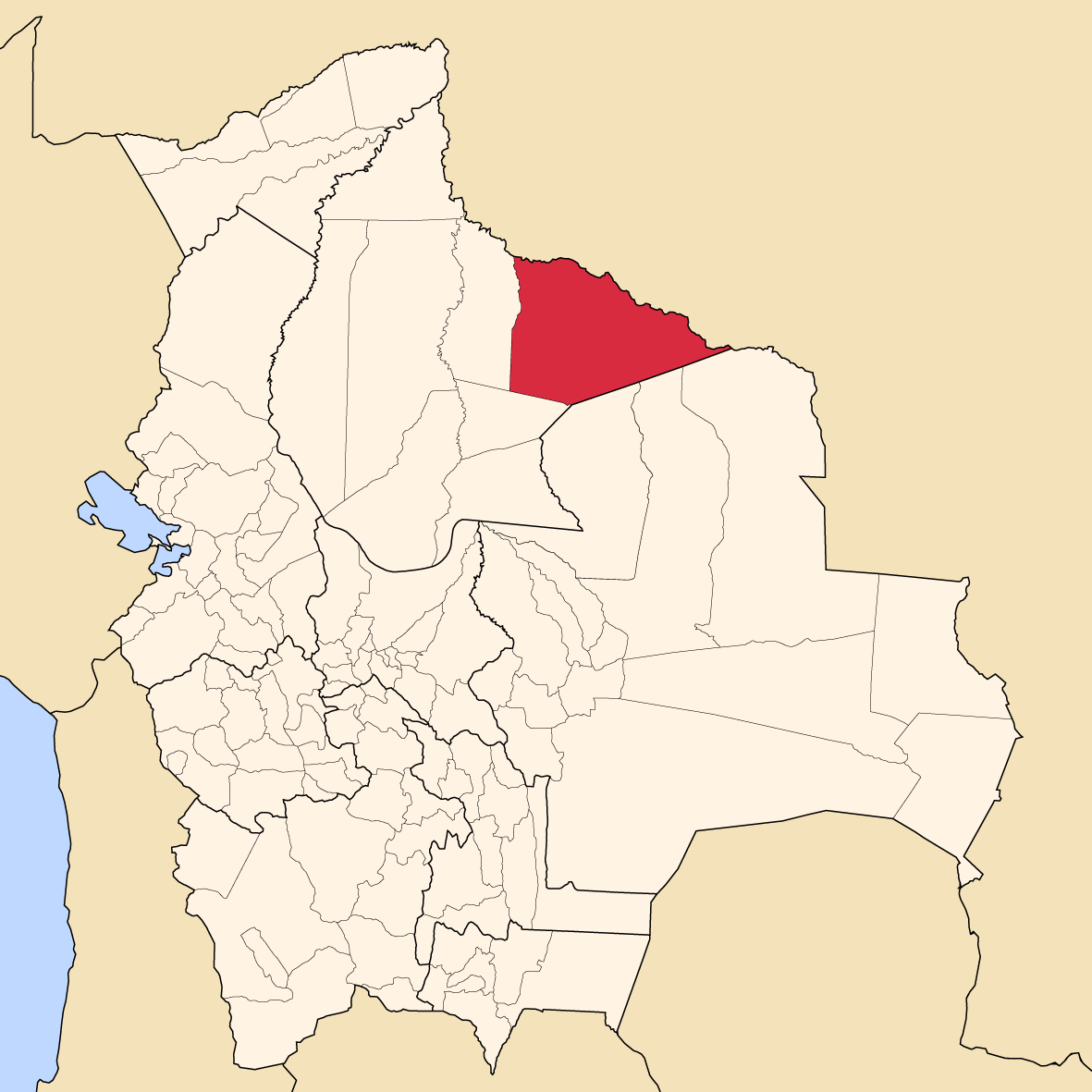
Provinsen Iténez i Bolivia

Iténez är en provins i departementet Beni i Bolivia. Det är geografiskt en av landets största provinser med 36 576 km². Befolkningen uppgår till 20 190 invånare (2006) vilket gör den till den minsta sett till densiteten på 0,55 invånare/km².
Provinsen består av tre kommuner:
- Magdalena
- Baures
- Huacaraje